# مسجد جينغجيوه
مسجد نانجينغ (بالصينية: 净觉寺) يقع مسجد نانجينغ في مدينة نانجينغ التابعة لمقاطعة جيانغسو في الصين. شيد المسجد بامر من الإمبراطور هونغوو (1328م - 1398م) من أسرة مينغ.